# Jusqu'à ce que le crime nous sépare
Pour plus de détails, voir Fiche technique et Distribution.
Jusqu'à ce que le crime nous sépare (Deadly Intentions… Again?) est un téléfilm américain réalisé par James Steven Sadwith et diffusé en 1991.

## Synopsis
En Pennsylvanie. Le docteur Charles Raynor est libéré de prison, après avoir purgé une peine de six ans pour le meurtre de sa première épouse. Il retrouve sa seconde femme, Sally, et leurs filles, Stacey et Nora. Sally, qui attendait avec impatience le retour de Charles, s'arrange pour qu'il soit embauché comme assistant dans une clinique privée. Sa mise à l'épreuve achevée, il pourra réintégrer l'ordre des médecins et recommencer une nouvelle vie. Mais rien ne se déroule comme prévu, et Sally commence à nourrir des inquiétudes. Et si Charles recommençait à tuer ? Et si c'était elle sa prochaine victime ?...

## Fiche technique
- Réalisateur : James Steven Sadwith
- Scénario : William Wood
- Durée : 90 minutes
- Format : 1,33:1, couleur
- Son : mono
- Dates de premières diffusions : 
  -  États-Unis : 11 février 1991 sur ABC
  -  France : 6 janvier 2003 sur M6

## Distribution
- Harry Hamlin : Charles Raynor
- Joanna Kerns : Sally Raynor
- Fairuza Balk : Stacey
- Rochelle Greenwood : Nora
- Conchata Ferrell : Joanie
- Kevin McNulty : Docteur Uttley
- Bill Dow : Bill Garner
- Jenn Griffin : préposé aux billets
- Bernadette Leonard : Sheila
- Eileen Brennan : Charlotte Raynor